# Gerald Emmett Carter

Kardinalswappen von Gerald Emmett Kardinal Carter

Gerald Emmett Kardinal Carter, CC (* 1. März 1912 in Montreal; † 6. April 2003 in Toronto) war ein kanadischer Geistlicher und Erzbischof von Toronto.

## Leben
Gerald Emmett Carter studierte und promovierte an der Universität Montreal. Am 22. Mai 1937 empfing er die Priesterweihe. 1939 wurde er erster Direktor der englischsprachigen Sektion an der École Normale Jacques-Cartier. Von 1942 bis 1956 war Carter Kaplan für die katholischen Studenten der McGill-Universität.
Am 1. Dezember 1961 ernannte ihn Papst Johannes XXIII. zum Titularbischof von Altiburus und zum Weihbischof im Bistum London in Ontario, Kanada. Die Bischofsweihe spendete ihm Paul-Émile Kardinal Léger am 2. Februar 1962. Mitkonsekratoren waren John Christopher Cody, Bischof von London, sowie sein älterer Bruder Alexander Carter, Bischof von Sault Sainte Marie. Am 17. Februar 1964 wurde er von Papst Paul VI. zum Bischof von London ernannt.
Am 29. April 1978 folgte die Ernennung zum Erzbischof von Toronto. Papst Johannes Paul II. nahm Gerald Emmett Carter am 30. Juni 1979 als Kardinalpriester mit der Titelkirche Santa Maria in Traspontina in das Kardinalskollegium auf. Seinem altersbedingten Rücktrittsgesuch wurde am 17. März 1990 von Johannes Paul II. stattgegeben.

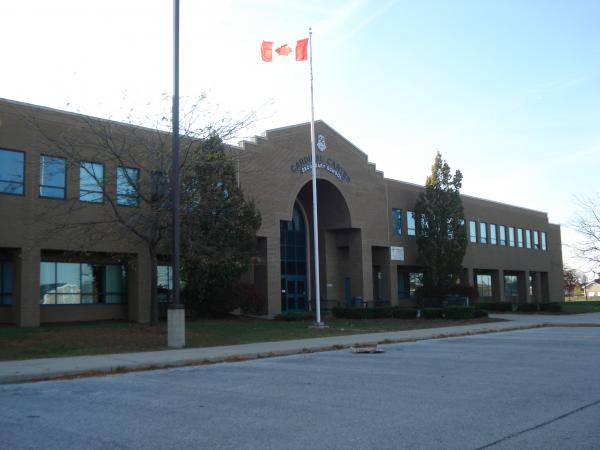
Cardinal Carter High School, Aurora (Ontario)

Kardinal Carter war maßgeblich am Einbezug der Volkskirche in das Zweite Vatikanische Konzil beteiligt; er war Mitglied des Rates für die Liturgie. In der Kanadischen Bischofskonferenz, deren Vizepräsident er von 1973 bis 1975 war, war er für die Liturgie und Dogmatik zuständig. Er galt als eigensinniger Bischof, der beispielsweise im Zusammenhang mit der Enzyklika Humanae Vitae von Papst Paul VI., eine umfassende Vorgabe der kanadischen Bischöfe ablehnte. Carter engagierte sich insbesondere im Schulsystem von Montreal. Er war 15 Jahre lang Mitglied der Montreal Catholic School Commission. Kardinal Carter starb 2003 im Alter von 91 Jahren, nachdem er zuvor mehrere Schlaganfälle erlitten hatte.
Er wurde mit zahlreichen Auszeichnungen geehrt, darunter den Commander of the Order of Scholastic Merit of Quebec (1958) und den Companion Order of Canada (1983). Er ist Namensgeber der Bibliothek des King’s University College an der University of Western Ontario in London sowie der Kardinal Carter High School in Aurora, Ontario.